# Příšerná tchyně
Příšerná tchyně (v anglickém originále Monster-in-Law) je americký romantický a komediální film z roku 2005. Režie se ujal Robert Luketic a scénáře Anya Kochoff. Hlavní role hrají Jane Fonda, Jennifer Lopez, Michael Vartan a Wanda Sykesová. Snímek je prvním filmem Fondy od filmu Stanley a Iris z roku 1990. Film získal negativní recenze od kritiků, ale komerčně byl úspěšný. Celosvětově vydělal přes 154 milionů dolarů.

## Obsazení
- Jane Fonda jako Viola Fields
- Jennifer Lopez jako Charlotte "Charlie" Cantilini Fields
- Michael Vartan jako Dr. Kevin Fields
- Wanda Sykesová jako Ruby
- Adam Scott jako Remy
- Monet Mazur jako Fiona
- Annie Parisse jako Morgan
- Will Arnett jako Kit
- Elaine Stritch jako Gertrude Fields
- Stephen Dunham jako Dr. Paul Chamberlain

## Přijetí

### Tržby
Film vydělal 82,9 milionů dolarů v Severní Americe a Kanadě a 71,8 milionů dolarů v ostatních oblastech, celkově tak vydělal 154,7 milionů dolarů po celém světě. Rozpočet filmu činil 43 milionů dolarů. Za první víkend docílil nejvyšší návštěvnosti, kdy vydělal 23,1 milionů dolarů.

### Recenze
Na recenzní stránce Rotten Tomatoes získal z 165 započtených recenzí 17 procent s průměrným ratingem 3,5 bodů z deseti. Na serveru Metacritic snímek získal z 38 recenzí 31 bodů ze sta. Na Česko-Slovenské filmové databázi snímek získal 52 procent.